# Cappella della Balesquida
La cappella della Balesquida è una cappella urbana spagnola nella città di Oviedo, situata su un lato di piazza Alfonso II delle Asturie, di fronte alla Cattedrale cittadina, angolo piazza Porlier.

## Denominazione

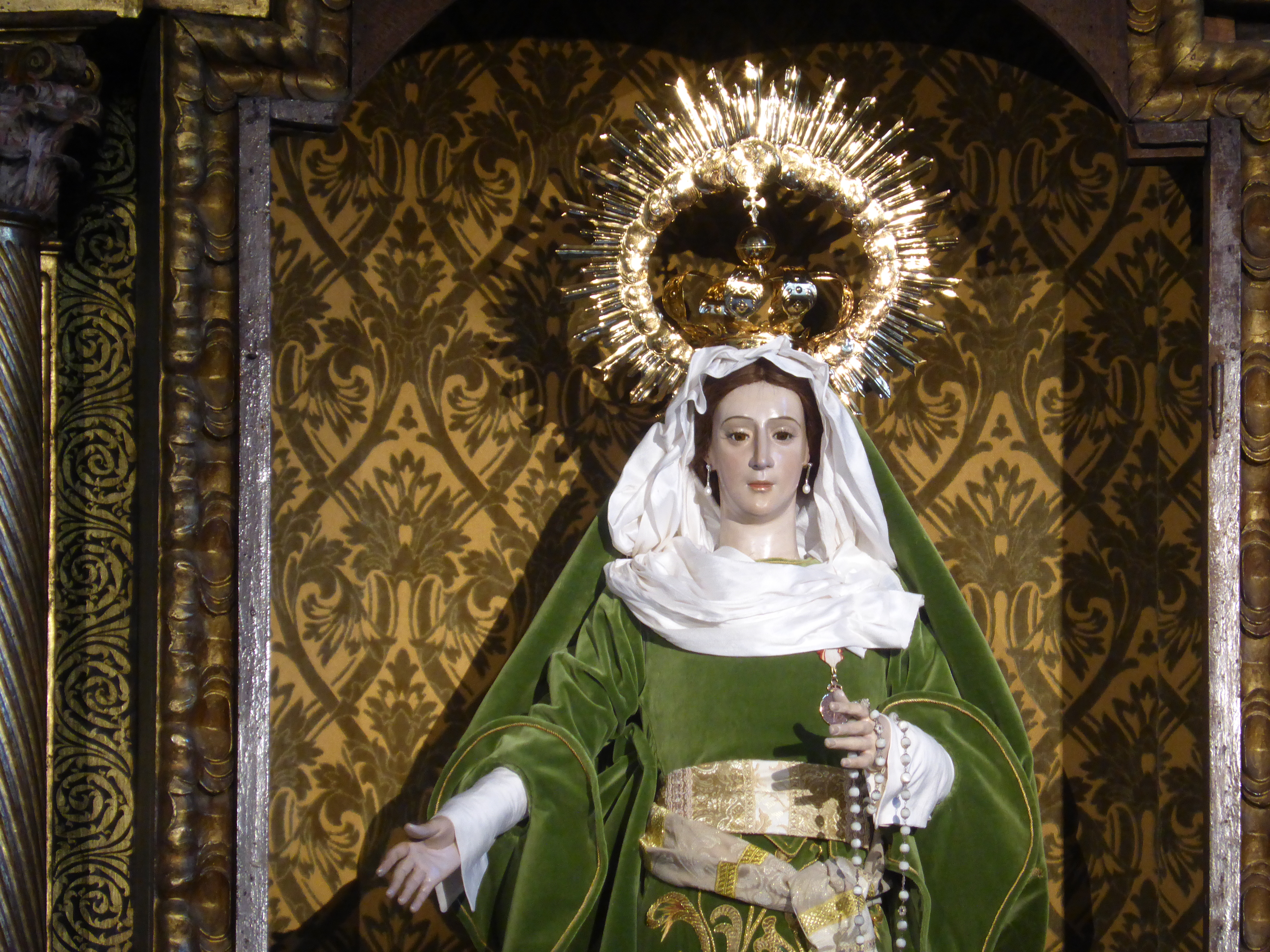
Immagine della Vergine della speranza, del secolo XVIII.

È il luogo di culto e sede della Confraternita della Balesquida, fondata nel 1232 dopo la donazione testamentaria di un ospedale per pellegrini e cittadini e di altre proprietà per il mantenimento del medesimo, da parte della nobile ovetense, donna Balesquida Giráldez, gran benefattrice della città nel corso del secolo XIII, dalla quale prendono il nome sia la confraternita che la cappella, che è intitolata alla Vergine della Speranza. L'origine nella Confraternita dei sarti è oggi ricordata con la presenza di una forbice nella finestra d'angolo della cappella.

## Descrizione

### Architettura

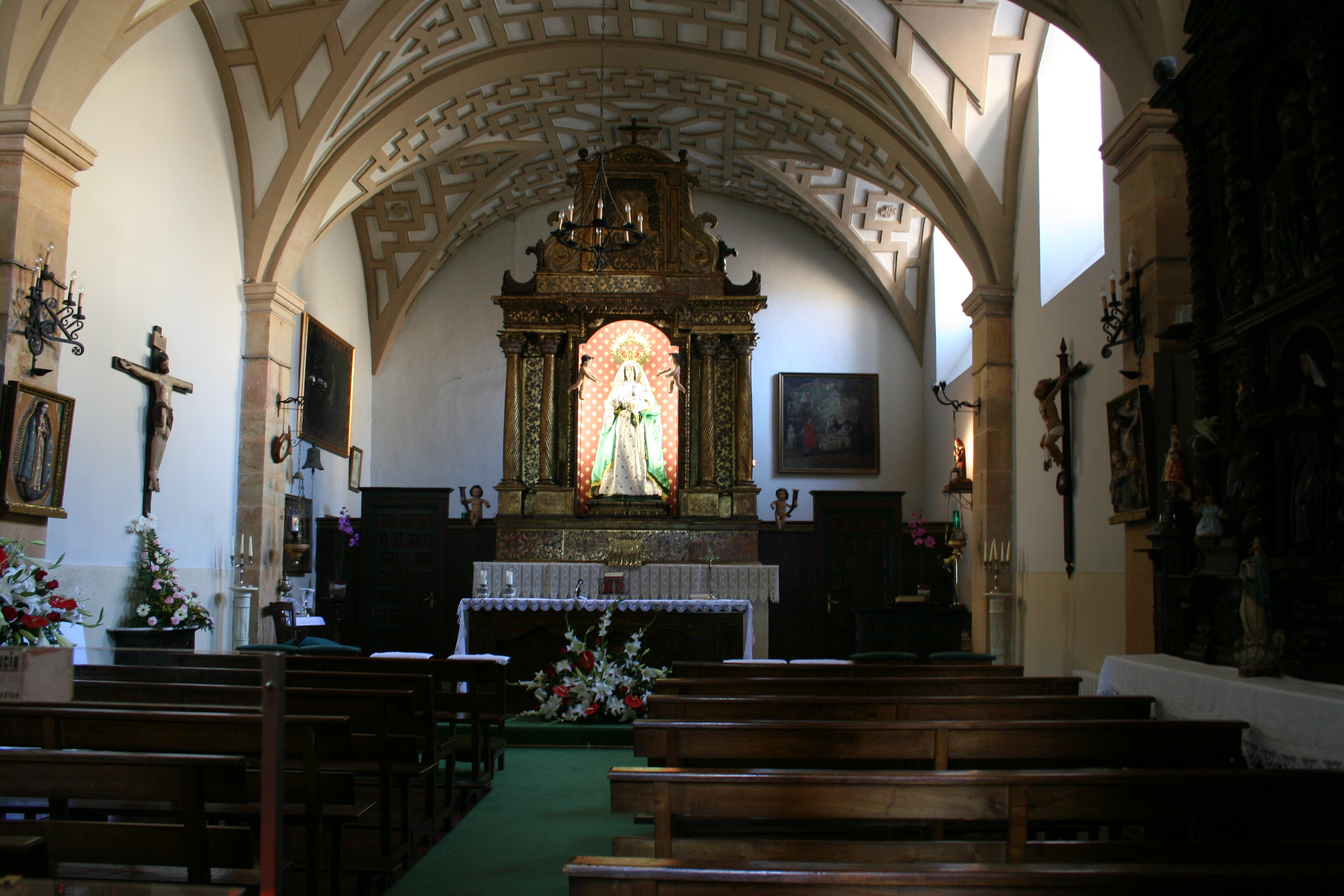
Interno della Cappella.

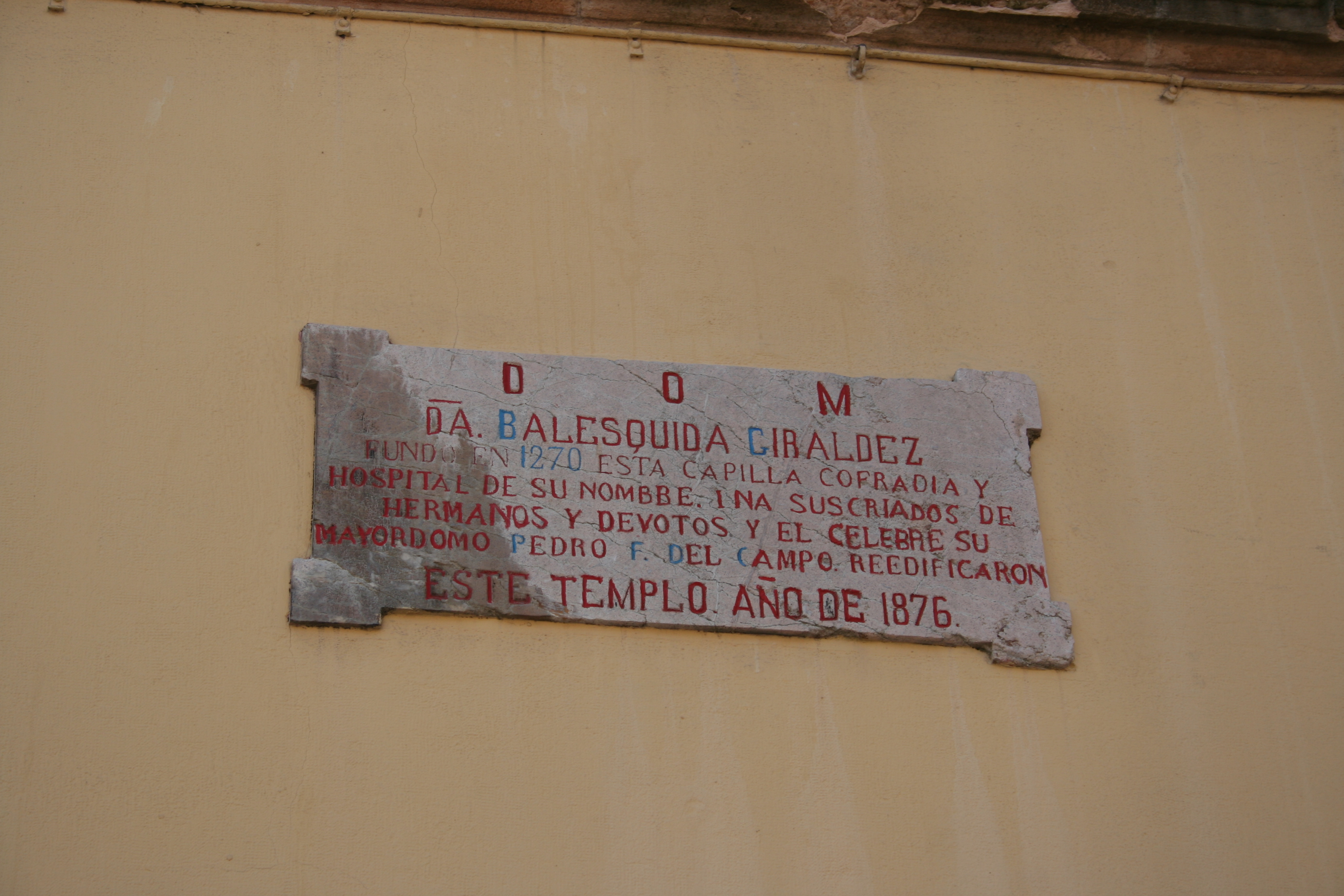
Placca sulla facciata della cappella.

La cappella attuale è una chiesa a navata unica rettangolare di 14 x 7 metri con volta a botte su archi incorniciati e sei lunette, atrio pavimentato e porta esterna ad arco a tutto sesto. Lo stile è barocco secondo un progetto del 1725, e ricostruita nel 1876, come recita una lapide posta all'esterno della cappella. L'ultima ristrutturazione subita ebbe luogo nel 1952 e riguardò fondamentalmente la sua struttura interna. Dall'inizio del XXI secolo si stanno restaurando i diversi elementi decorativi che contiene.

### Decorazione
La parte principale della decorazione della cappella sono i suoi tre retabli, uno principale e due laterali.

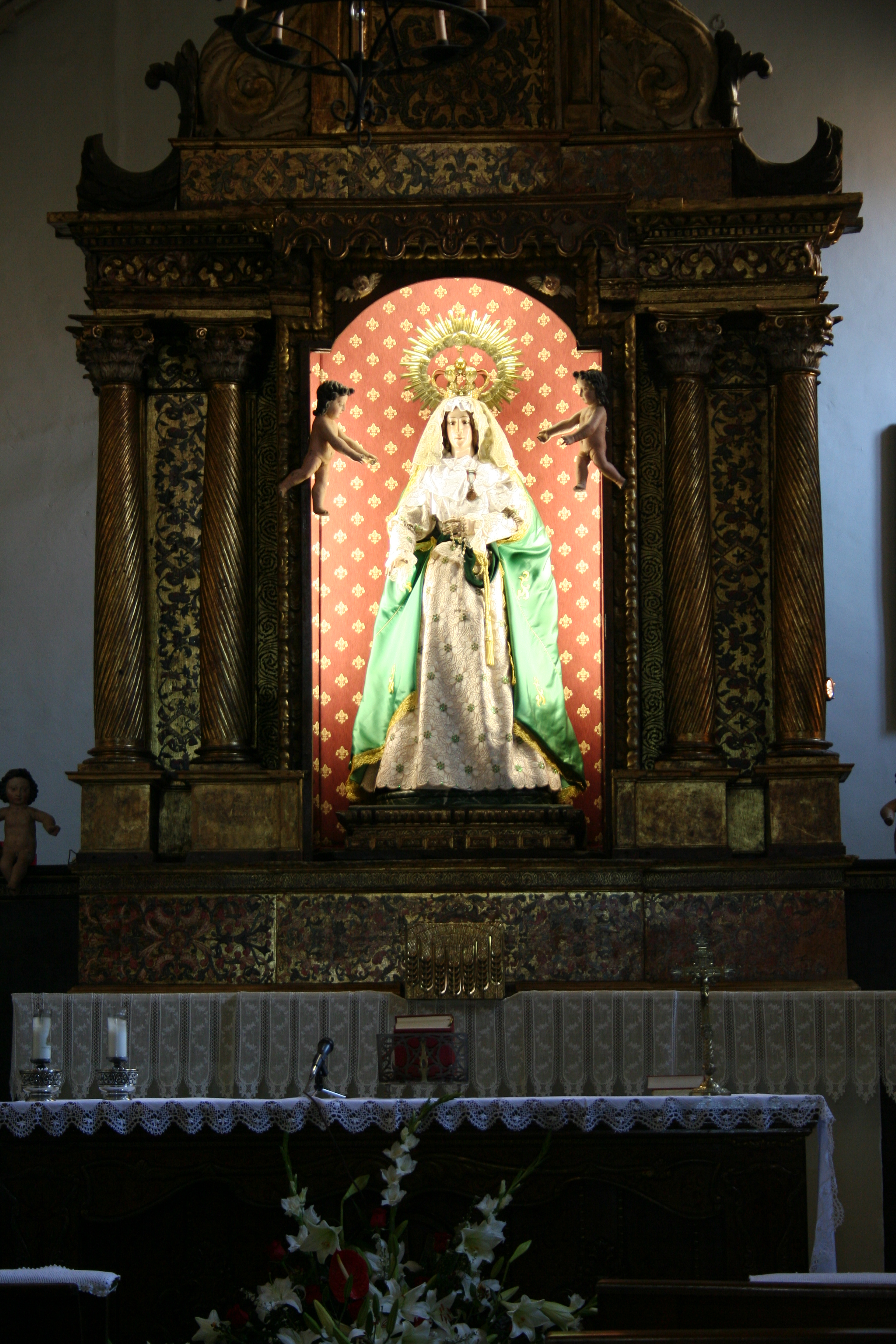
Immagine della Vergine della Speranza nella nicchia centrale

Il retablo principale risale al XVII secolo, di stile barocco, contiene la nicchia centrale dove si trova l'immagine della Vergine della Speranza, che risulta inquadrata da due pareti di colonne dorate, con  capitelli corinzi. Il retablo è completato da un rilievo che rappresenta lo Spirito Santo. L'immagine della Vergine, del XVIII secolo, è affiancata da due angeli e il suo abbigliamento è dono della confraternita e di altri devoti. Porta anche la medaglia aurea della città di Oviedo donata dal Consiglio comunale il 25 maggio 1952. Il retablo è stato restaurato nel 2002.
Il retablo dal lato del vangelo è dedicato a san Giuda Taddeo. L'immagine del santo è in legno policromo del XVIII secolo ed è inquadrata da due stipiti che sopportano la cornice del retablo. Fu restaurato nel 2006, con il recupero della policromia dell'immagine.
Il terzo retablo è dedicato a san Bernardo di Chiaravalle. Consta di due piani e tre spazi affiancati, separati da colonne tortili. In origine ognuno dei due piani era un retablo a sé e furono uniti nel 1952. Anch'esso è di stile barocco, dei secoli XVII e XVIII. Nel piano superiore si trovano le immagini di san Bernardo, al centro, e ai lati quelle di sant'Antonio abate e di sant'Eulogio. Al piano inferiore, nel centro, vi è l'immagine di santa Brigida, titolare di un retablo scomparso al quale sarebbe appartenuta l'immagine di sant'Eulogio, e ai lati San Giuseppe con il Bambino e san Francesco. Tutte sono in legno policromo e realizzate nei secoli XVII e XVIII salvo quella di sant'Eulogio, che è del XVI secolo.
Nel fronte della cappella si trovano due quadri che rappresentano due momenti della vita di San Bernardo, Nomina di San Bernardo ad abate di Chiaravalle  e La Vergine Maria, san Benedetto e san Lorenzo che intercedono per la salute di san Bernardo. Entrambi sono opera del pittore di Oviedo Francisco Reiter, attivo alla fine del secolo XVIII. Inoltre di questi dipinti dedicati a san Bernardo si possono incontrare nel secondo tratto della navata rilievi in legno policromo di stile barocco popolare che trattano dell'apparizione di Cristo a san Bernardo.
In una mensola nel presbiterio, in un punto appartato, è posta un'immagine della Vergine con il Bambino, statua di scultura gotica del secolo XIII, in legno policromo.